# Power Rangers
Power Rangers é uma franquia americana de entretenimento construída em torno de uma série de televisão em live-action de super-heróis baseada na franquia japonesa Super Sentai.
A franquia, que tem como seus produtos, filmes, histórias em quadrinhos, jogos eletrônicos e brinquedos pertencentes a Hasbro, começou em Mighty Morphin Power Rangers (1993–96), atualmente se encontrando na trigésima temporada, Power Rangers: Cosmic Fury (2023).
Como um dos primeiros grupos live-action de super-heróis multiétnicos com ambos os gêneros na equipe principal. A franquia conta com, a cada temporada, uma equipe diferente de heróis para proteger o planeta, adaptando elementos da franquia japonesa da Toei Company, da qual Power Rangers usa os uniformes, monstros, robôs e algumas vezes elementos das histórias.
Nas adaptações para cinema, foram lançados: Power Rangers: O Filme (1995) e Turbo: Power Rangers 2 (1997), ambos pela 20th Century Fox. Power Rangers (2017), uma versão moderna dos heróis originais da série que tinha arco para seis filmes, foi lançado pela Lionsgate.
Criado por Haim Saban com a co-criação de Shuki Levy foram lançados em 1993, com Mighty Morphin Power Rangers, na Fox Kids por Margaret Loesch. Curiosamente, anos antes pela Marvel Productions, Loesch e Stan Lee detinham os direitos de adaptação de Toei. Produzida e distribuída pela Saban Entertainment, em 2001, transmitindo a temporada Power Rangers Time Force, a franquia foi comprada pela Walt Disney Company na aquisição do pacote Fox Family Worldwide, valor de US$ 3 bilhões em dinheiro mais a absorção de uma dívida de US$ 2,3 bilhões. Com o término de Power Rangers R.P.M., fãs da franquia desapontados por não uma nova produção em 2009, levantaram discussões em blogs, o que levou a várias petições. Com isso, foi remixado a temporada Mighty Morphin Power Rangers em 2010, reduzido em 32 episódios remasterizados.

## Antecedentes e Contexto
É comum filmes estrangeiros servirem de inspiração para produções norte-americana, sendo uma tradição dos estúdios refilmar e/ou editar uma produção para comercialização nos Estados Unidos e/ou ocidente. Refilmagens estado-unidenses como Three Men and a Baby (do francês Trois hommes et un couffin), Cousins (do francês Cousin, Cousine), The Ring (do japonês リング), The Grudge (do japonês 呪怨), City of Angels (do alemão Der Himmel über Berlin) e o seriado Ugly Betty (da colombiana Yo Soy Betty, La Fea).

### Super Sentai
Tokusatsu é uma abreviatura da expressão Japonesa “tokushu satsuei” (em português, “filme de efeitos especiais”) sinônimo de filmes ou séries live-action de super-heróis produzidos no Japão, com bastante ênfase nos efeitos especiais, mesclando várias técnicas como pirotecnia, computação gráfica, modelismo, entre outras. Em 1975 estreia a série Himitsu Sentai Gorenger, que inaugura uma nova franquia no tokusatsu: o Sentai. Nessa série havia muitas das características que perduram por quase todas as séries da franquia. A séries era chamada apenas de Sentai, pois ainda não havia o robô gigante.
Em 1978, sob licença da Marvel Comics a Toei Company produziu a versão tokusatsu de Spider-Man, primeiro seriado da Toei em que um super-herói pilotou um robô gigante, o Leopardon. Até então, os dois conceitos não se misturavam - os pilotos de mechas não tinham superpoderes nem os super-heróis pilotavam os robôs. A inovação foi levada a outras franquias do estúdio, e o conceito então foi aplicado nas séries produzidas em parceria com a Marvel: Battle Fever J, Denshi Sentai Denziman e Taiyou Sentai Sun Vulcan, nas quais um grupo de heróis pilotava um robô gigante para enfrentar o mal, originando assim, o Super Sentai.

### Comercialização no Ocidente
Em uma viagem para negócios na Japão, em 1984, em um hotel, Haim Saban estava deitado na cama em seu quarto de hotel observando a TV, de repente, havia esses cinco garotos em spandex lutando contra monstros. Percebeu que era aquilo o que estava procurando. Depois de uma negociação com os japoneses, sua empresa compra os direitos das séries, em 1985, ele retornou de uma viagem ao Japão com filmagens de ação ao vivo em que cinco adolescentes se tornam super-heróis usando roupas de spandex. Na França, Choudenshi Bioman obteve um enorme e repentino sucesso, que para aproveitá-lo Hikari Sentai Maskman e Choujuu Sentai Liveman foram exibidos no país como Bioman 2 e 3, respectivamente.

## Surgimento
O empresário Haim Saban é o responsável pelo advento da franquia. Já na década de 1990, Saban fundou seu próprio estúdio e adquiriu com a produtora Toei os direitos da série Kyoryu Sentai Zyuranger, de 1992, com o tema dinossauros, em alta na época devido ao sucesso do filme Jurassic Park. Com elenco formado por atores norte-americanos, nascia a série Mighty Morphin Power Rangers. Além disso, os episódios foram reescritos para dar à série um tom mais cômico. Na verdade, os roteiros foram praticamente escritos do zero, aproveitando dos originais apenas as cenas de luta. Saban argumentou que o mercado americano não aceitaria uma série com elenco japonês, nem a história original.

### 1993-2001: O início, o fenômeno e os filmes
Saban também pareceu não se importar com as diferenças de qualidade entre a filmagem original (em película) e a norte-americana (cinescopada, ou seja, vídeo com textura modificada), assim como o fato da Ranger Amarela (Trini Kwan, interpretada no episódio piloto por Audri DuBois e depois substituída pela atriz vietnamita Thuy Trang), ser um homem na série japonesa (Boi, interpretado por Takumi Hashimoto, conhecido entre os brasileiros como o garoto Manabu Yamaji de Jiraiya). Isso foi feito como forma de diminuir a diferença de proporção entre heróis e heroínas, e se repetiria nas séries entre 1999 e 2002, sempre com Rangers Amarelos (as).
O sucesso de Power Rangers inspirou a companhia a comprar outros seriados nipônicos e adaptá-los, originando VR Troopers (Metalder, Spielvan e Shaider), Masked Rider (Kamen Rider Black RX, cenas de Kamen Rider J e Kamen Rider ZO), Big Bad Beetleborgs (Jūkou B-Fighter, B-Fighter Kabuto e Kyojū Tokusou Janperson) e Os Cavaleiros Míticos de Tir Na Nog (esta, utilizando material 100% ocidental), com diferentes níveis de sucesso.
O sucesso de Power Rangers incentivou a 20th Century Fox trazer a série de TV para os cinemas. Em 1995, foi feito o primeiro filme sob a direção de Bryan Spicer, filmado em Sydney na Austrália, a produção criou uma história, adereços e pacotes gráficos totalmente diferentes das primeiras temporadas, além da presença de personagens e trilha sonora exclusivos, incluindo o tema de abertura na voz de Eric Martin, do Mr. Big. A orquestra sinfônica tocada durante o filme, foi executada pelo compositor neozelandês Graeme Revell. Os protagonistas deste filme, estavam migrando da segunda para a terceira temporada na série de TV. O longa foi lançado em 30 de junho de 1995 nos Estados Unidos, e em 2 de setembro do mesmo ano no Brasil, e arrecadou mais de 66 milhões de dólares em todo o mundo.
O segundo filme tem relação com a série, servindo de pontapé inicial para Power Rangers: Turbo. Dois ex-rangers Jason (Austin St. John) e Kimberly (Amy Jo Johnson) participaram desse filme, que arrecadou mais de 9 milhões de dólares, sendo considerado um fracasso. Um filme baseado em 'Power Rangers: Força do Tempo estava planejado, mas foi cancelado pela Saban, para não correr risco de outro fiasco de bilheteria.
Em 1996, com Power Rangers: Zeo, os uniformes foram trocados após três temporadas (desta vez utilizando uniformes e filmagem da série do ano anterior, Chouriki Sentai Ohranger) e o tema passou a variar, sendo todo ano uma nova série, ligada aos eventos dos anos anteriores.
Em 1999, o arco que vinha desde a primeira temporada foi abandonado, e cada temporada passou a ter uma história e um elenco independentes, seguindo o modelo japonês, situando-se no mesmo universo, permitindo que os heróis das séries anteriores apareçam para dar apoio aos novos.

### 2001-2010: O fim da Saban Entertainment e venda para a Disney
Em 2001 a Saban Entertainment (parte integrante da Fox Family Worldwide) enfrentava as crises financeiras durante o período de exibição de Power Rangers: Força do Tempo. Com isso, os direitos de todo o acervo da Fox Family Worldwide foram vendidos para a Walt Disney Company. Em 2002, a partir de Power Rangers: Tempestade Ninja, as filmagens passaram a ser realizadas na Nova Zelândia, e a Fox Kids, que exibia a série desde a primeira temporada, se converteu para Jetix nessa mesma época.
Durante a posse da Disney sobre os direitos da franquia e a produção de novos episódios por parte da empresa, muitas temporadas já foram consideradas infantilizadas pelos fãs, Isso causou uma queda na audiência, na aceitação e na popularidade da série conforme as novas temporadas eram produzidas. Para tentar alavancar a audiência, em fevereiro de 2007 foi anunciada a versão animada da série, intitulada Power Rangers: Super Legends, que em seguida foi renomeada para Power Rangers: Morphin Heroes. Entretanto, a animação foi cancelada, e o primeiro nome atribuído a um jogo de ação em comemoração ao aniversário de 15 anos da franquia.
Em 2009, estreava a 17ª temporada, Power Rangers: RPM, adaptação de Engine Sentai Go-Onger. Com o fim da Jetix e início da Disney XD, todas as temporadas deixaram de ser exibidas, e a nova temporada foi exibida nos Estados Unidos pela ABC, no bloco ABC Kids. Enquanto a nova temporada estreava nos EUA, no Brasil, a temporada anterior (Power Rangers: Fúria da Selva) ainda era exibida pela Jetix, e Power Rangers: RPM estreou no ano seguinte na Disney XD.
Em meio ao declínio pelo qual a franquia passava, a Disney anunciou que Power Rangers: RPM seria a última a ser produzida, e que no ano seguinte, em vez de uma nova adaptação ser produzida, estrearia uma versão remasterizada de Mighty Morphin Power Rangers. No entanto, a remasterização foi duramente criticada pelos fãs, e após ter estreado em 2010 na ABC, depois de apenas 32 episódios, a exibição foi cancelada. No Brasil, a temporada não foi exibida por nenhuma emissora de TV, mas se encontra no catálogo da Netflix.

### 2010-2016: A volta de Saban, novas temporadas e parceria com a Nickelodeon
Em 12 de Maio de 2010, Haim Saban readquiriu os direitos da série e fez uma adaptação de Samurai Sentai Shinkenger, Power Rangers Samurai, que resgatava o tema de abertura da primeira temporada (Go Go Power Rangers). Nos Estados Unidos a série estreou pela Nickelodeon em 7 de Fevereiro de 2011.
Power Rangers: Megaforce estreou em 2 de fevereiro de 2013, no início do projeto, foi anunciado pela Saban Brands para vários dispositivos e mídias. Mas, depois de muitas especulações, o título foi utilizado para a nova série, servindo como o vigésimo aniversário da franquia. A série foi adaptada de Tensou Sentai Goseiger. Na Comic-Con de 2012, foi anunciado a segunda temporada, Power Rangers: Super Megaforce, adaptação de Kaizoku Sentai Gokaiger. A série conta com "o retorno dos Rangers históricos", mas foi exibido todos os 193 rangers, que incluiria os sentais pré-Zyuranger, na qual foi mostrada na 3ª edição do Power Morphicon nos EUA, como também no primeiro episódio no sonho de Troy (Andrew Gray).

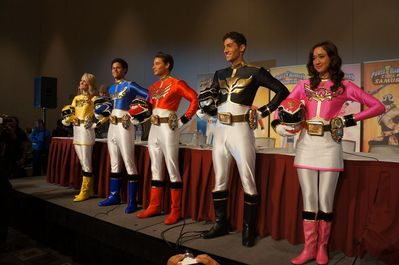
Apresentação do elenco de Power Rangers Megaforce na Power Morphicon 3.

Em 2017 é exibida a adaptação de Shuriken Sentai Ninninger, Power Rangers: Ninja Steel. Em janeiro de 2018, Power Rangers: Super Ninja Steel é a temporada comemorativa de 25 anos da franquia, que promete muitas surpresas, contudo é a última a ser produzida antes dos direitos adquiridos pela Hasbro. Sekai Ninja Jiraiya faz uma participação na série Ninja Steel como Xerife Skyfire, personagem apenas presente num dos episódios de Ninninger, contendo alterações.

### 2017- O recomeço da franquia nos cinemas
O terceiro longa da da franquia foi anunciado pela Saban Brands e Lionsgate, sendo um reboot baseado na primeira temporada da série, dirigido por Dean Israelite (Projeto Almanaque) com um roteiro criado pela dupla Ashley Miller e Zack Stentz (X-Men: Primeira Classe), com um tom descrito como ''maduro, moderno mas divertido''. Os atores selecionados foram Dacre Montgomery como Jason/ Ranger Vermelho, Ludi Lin como Zack/ Ranger Preto, Naomi Scott como Kimberly/ Ranger Rosa, Becky G como Trini/ Ranger Amarela e RJ Cyler como Billy/Ranger Azul, Elizabeth Banks é a vilã Rita Repulsa. O filme foi lançado em 24 de Março de 2017. Até o momento, a Lionsgate tinha perspectivas para uma sequência mesmo tendo apenas mais de 142 milhões de dólares em bilheteria, porém foram alcançados bons números de vendas entre brinquedos, jogos, e outros produtos relacionados ao filme. São lançados Blu-Ray e DVD nos Estados Unidos, e também é lançado no Brasil pela Paris Filmes.

### 2018-atualmente: Hasbro adquire os direitos da Saban e apresenta novidades
Após 8 anos, Saban decidiu vender a franquia novamente, desta vez para a Hasbro, e em julho de 2018, Saban Brands (produção atual até Super Ninja Steel) irá fechar as portas cuja divisão irá encerrar as atividades após a venda. A partir da nova produção, desde sua menção em fevereiro de 2018, um novo logotipo da franquia é apresentado, e no mesmo período anunciou sua nova temporada da série para 2019 após rumores de próximas adaptações de Super Sentais atuais: Power Rangers: Beast Morphers será a adaptação de Tokumei Sentai Go-Busters de 2012, cujo rejeitado em 2014 quando Power Rangers Dino Charge foi anunciado. Além disso, em 31 de maio de 2018, anunciou a produção dos próximos filmes da franquia nos cinemas. Uchuu Keiji Gavan, o Type G também aparece em Beast Morphers como Capitão Chaku não tendo forma humana, apenas recuperada por Nate, ranger dourado de Beast Morphers.

### Power Rangers no Brasil
TV Fechada
- A série chegou ao Brasil em 1994 pelo canal Fox Brasil, no qual Fox Kids era apenas um bloco. As temporadas exibidas pela Fox começaram do início, com as três temporadas de Mighty Morphin Power Rangers (1994-1996), além da pequena temporada de Alien Rangers. A partir de 1997, a Fox Kids se tornou um canal a parte, e começou a exibir a temporada Power Rangers Zeo naquele mesmo ano, até Power Rangers: Tempestade Ninja, em 2004. Neste mesmo ano, Fox Kids se converteu para Jetix, devido a compra da Disney, e continuou com a exibição de Tempestade Ninja que havia começado na Fox Kids apenas meses antes. A primeira série a estrear na Jetix, em 2005, foi Dino Trovão, até Fúria da Selva, que foi exibida em 2009, mesmo ano que o canal mudou de nome para Disney XD e exibiu Power Rangers RPM, no ano seguinte. Em 2010, com a Saban readquirindo os direitos, Power Rangers deixou de ser exibida pelo Disney XD.
- Passando para a Nickelodeon em 2011, a série exibiu as temporadas Samurai (2011) e Super Samurai (2012). Porém, com o descaso da Nickelodeon do Brasil com a série, ela passou a ser exibida pelo Cartoon Network desde o 19 de maio de 2014 no bloco Heróis. A primeira temporada foi Power Rangers Megaforce (2013), com Super Megaforce (2014) sendo exibida no mesmo ano por conta dos atrasos.
- Na mesma época da transição entre Disney e Saban, quase todas as temporadas foram disponibilizadas no serviço de streaming online Netflix, este que agregou Power Rangers: Megaforce ao catálogo em 2013, já dublada, antes mesmo da exibição na televisão. As temporadas seguiram até meados de 2019, quando foram removidas aos poucos, restando apenas algumas avulsas.
- Atualmente, as temporadas estão divididas entre plataformas como Net Now, além do canal do YouTube oficial do seriado, que disponibiliza temporadas como Megaforce e Dino Charge.

TV Aberta
Globo
- Em Janeiro de 1995, foi exibido pela Rede Globo, as passagem de temporadas pela emissora, teve remanejamento de programas infantis: TV Colosso (1995-1996), Angel Mix com Angélica (1996-2000), Bambuluá (2000-2001), Festival de Desenhos (na época comandada pela atriz Deborah Secco, exibido em 2001-2003), TV Globinho (2002-2004, 2008-2010, 2012) e TV Xuxa (fase infantil em 2005-2007). Ao todos, a franquia permaneceu na Rede Globo por 17 anos.
- Coincidindo com a exibição na TV Colosso, a dupla Sandy e Junior gravou uma música para a trilha sonora, intitulada "O Universo Precisa de Vocês (Power Rangers)",[18] que foi lançada como single[19] do álbum Você É D+, de 1995.[20]

Band
- Em 2010, a série também foi remanejada da Globo: a Rede Bandeirantes comprou os direitos de exibição de todas as temporadas exibidas na Globo em 2010. No dia 13 de Junho de 2011, a série estreou no novo canal, iniciando pela temporada Tempestade Ninja, no programa matutino Band Kids. No início, acreditava-se que a transmissão da série se iniciasse apenas em setembro do mesmo ano, substituindo Futurama na grade de programação das tardes da Band, o detalhe é que a mesma exibia as temporadas inéditas em relação a emissora anterior, Power Rangers: RPM e a primeira fase de Power Rangers: Samurai.
- Em 2012, enquanto a Band transmitia as temporadas Zeo e Turbo, a Rede Globo transmitia Power Rangers: Jungle Fury, ainda inédita no Brasil, regionalmente no Rio de Janeiro e outros Estados. Após a temporada sair do ar, a Rede Bandeirantes comprou os direitos das temporadas que ainda restavam, possuindo, assim, os direitos sobre a franquia inteira.
- Em janeiro de 2013, Power Rangers saia do ar pela TV aberta, retornando um ano depois, com as temporadas Dino Trovão, Power Rangers: Força Mística, Power Rangers: Galáxia Perdida e Mighty Morphin sendo exibidas em algumas regiões do Brasil. Atualmente a Band não exibe mais Power Rangers.

Loading
- Entre 8 de dezembro de 2020 e 28 de novembro de 2021, o canal Loading exibiu a primeira temporada de Beast Morphers e Megaforce.[21][22]

TV Cultura
- A TV Cultura adquiriu os direitos de transmissão da nova temporada, Dino Fury, que estreia em 11 de outubro de 2021, com exibições de segunda à sexta às 17:30 h.[23]

## Eras
| Era       | Geração              |
| --------- | -------------------- |
| Saban/Fox | Mighty Morphin       |
| Saban/Fox | Mighty Morphin Alien |
| Saban/Fox | Zeo                  |
| Saban/Fox | Turbo                |
| Saban/Fox | No Espaço            |
| Saban/Fox | Na Galáxia Perdida   |
| Saban/Fox | O Resgate            |
| Saban/Fox | Força do Tempo       |
| Disney    | Força Animal         |
| Disney    | Tempestade Ninja     |
| Disney    | Dino Trovão          |
| Disney    | S.P.D.               |
| Disney    | Força Mística        |
| Disney    | Operação Ultraveloz  |
| Disney    | Fúria da Selva       |
| Disney    | R.P.M                |
| Neo Saban | Samurai              |
| Neo Saban | Super Samurai        |
| Neo Saban | Megaforce            |
| Neo Saban | Super Megaforce      |
| Neo Saban | Dino Charge          |
| Neo Saban | Dino Super Charge    |
| Neo Saban | Aço Ninja            |
| Neo Saban | Super Aço Ninja      |
| Hasbro    | Morfagem Feroz       |
| Hasbro    | Dino Fúria           |
| Hasbro    | Fúria Cósmica        |

## Live-Action

### Filmes
| Título                                                           | Data de Lançamento                     | Receita          | Receita            | Produtora(s)                                      | Diretor(es)                |
| Título                                                           | Data de Lançamento                     | Orçamento        | Bilheteria Mundial | Produtora(s)                                      | Diretor(es)                |
| ---------------------------------------------------------------- | -------------------------------------- | ---------------- | ------------------ | ------------------------------------------------- | -------------------------- |
| Power Rangers: O Filme (Mighty Morphin Power Rangers: The Movie) | 30 de Junho, 1995                      | US $ 15 milhões  | US $ 66,4 milhões  | Saban Entertainment Toei Company 20th Century Fox | Bryan Spicer               |
| Turbo: Power Rangers 2 Turbo: A Power Rangers Movie              | 28 de Março, 1997                      | US $ 8 milhões   | US $ 9,6 milhões   | Saban Entertainment Toei Company 20th Century Fox | David Winning e Shuki Levy |
| Power Rangers: O Filme Saban's Power Rangers                     | 24 de Março, 2017 23 de Março, 2017 () | US $ 105 milhões | US $ 142,3 milhões | SCG Films Lionsgate Temple Hill Entertainment     | Dean Israelite             |
|                                                                  |                                        |                  |                    |                                                   | [ 4 ]                      |

### Web-Séries
| Temp. | Ano     | Título                        | Produtor               | Distribuidora                 | Total de Ep. |
| ----- | ------- | ----------------------------- | ---------------------- | ----------------------------- | ------------ |
| 1     | 2017    | Mighty Morphin Meower Rangers | Saban Brands           | YouTube                       | 3            |
| 2     | 2017    | Mighty Morphin Meower Rangers | Saban Brands           | YouTube                       | 6            |
| 1     | 2017-18 | Power Rangers HyperForce      | Hyper RPG Saban Brands | Twitch YouTube Hasbro Studios | 25           |

### Curtas
| Título                                               | Produtora                                                          | Lançamento          | Notas         |
| ---------------------------------------------------- | ------------------------------------------------------------------ | ------------------- | ------------- |
| Power Rangers: Legacy Wars - Street Fighter Showdown | Allspark Pictures Lionsgate Games Bat in the Sun nWay Games Capcom | 11 de Outubro, 2018 | [ 27 ] [ 28 ] |

## Séries de TV
Inicialmente, existia planos para três temporadas (Hexagonal, Cyber Corps e Supernova) que ficariam no lugar das temporadas "Ninja Storm", "Dino Charge" e "Dino Fury". Com a trigésima temporada, 973 episódios de Power Rangers foram ao ar. Cosmic Fury é provavelmente a última temporada da série, com uma série de reinicialização prevista para ser lançada em 2025. 
| Título no Brasil                   | Título Original                            | Exibição Original (EUA)                   | Canal fechado (BRA)                      | Canal aberto (BRA)                 | Super Sentai               | Tema                                        | Temporada | Episódios                |
| ---------------------------------- | ------------------------------------------ | ----------------------------------------- | ---------------------------------------- | ---------------------------------- | -------------------------- | ------------------------------------------- | --------- | ------------------------ |
| Power Rangers                      | Mighty Morphin Power Rangers               | 28 de Agosto de 1993 (Fox Kids)           | 17 de Outubro de 1994 (Fox)              | 2 de Janeiro de 1995 (Globo)       | Kyoryu Sentai Zyuranger    | Dinossauros Animais pré-históricos          | 1         | 145 episódios 1 especial |
| Power Rangers                      | Mighty Morphin Power Rangers               | 21 de Julho de 1994 (Fox Kids)            | 1994/1995 (Fox)                          | 1995/1996 (Globo)                  | Gosei Sentai Dairanger     | Animais místicos                            | 2         | 145 episódios 1 especial |
| Power Rangers                      | Mighty Morphin Power Rangers               | 2 de Setembro de 1995 (Fox Kids)          | 1995/1996 (Fox)                          | 1996 (Globo)                       | Ninja Sentai Kakuranger    | Ninjas e Artes marciais                     | 3         | 145 episódios 1 especial |
| Mighty Morphin Alien Rangers       | Mighty Morphin Alien Rangers               | 5 de Fevereiro de 1996 (Fox Kids)         | 1996 (Fox)                               | 1996 (Globo)                       | Ninja Sentai Kakuranger    | Ninjas e Artes marciais                     | 3         | 10 episódios             |
| Power Rangers: Zeo                 | Power Rangers: Zeo                         | 20 de Abril de 1996 (Fox Kids)            | Outubro de 1997 (Fox Kids)               | Fevereiro de 1997 (Globo)          | Chouriki Sentai Ohranger   | Cristais Encantados                         | 4         | 50 episódios             |
| Power Rangers: Turbo               | Power Rangers: Turbo                       | 19 de Abril de 1997 (Fox Kids)            | Março de 1998 (Fox Kids)                 | Abril de 1998 (Globo)              | Gekisou Sentai Carranger   | Carros                                      | 5         | 45 episódios             |
| Power Rangers: No Espaço           | Power Rangers: In Space                    | 6 de Fevereiro de 1998 (Fox Kids)         | 6 de Março de 1999 (Fox Kids)            | 3 de Janeiro de 2000 (Globo)       | Denji Sentai Megaranger    | Espaço e Tecnologia                         | 6         | 43 episódios             |
| Power Rangers: Galáxia Perdida     | Power Rangers: Lost Galaxy                 | 6 de Fevereiro de 1999 (Fox Kids)         | 18 de Março de 2000 (Fox Kids)           | 1 de Janeiro de 2001 (Globo)       | Seijuu Sentai Gingaman     | Animais míticos                             | 7         | 45 episódios             |
| Power Rangers: O Resgate           | Power Rangers: Lightspeed Rescue           | 12 de Fevereiro de 2000 (Fox Kids)        | 1 de Março de 2001 (Fox Kids)            | 1 de Janeiro de 2002 (Globo        | Kyukyu Sentai GoGoV        | Missões de resgate                          | 8         | 40 episódios             |
| Power Rangers: Força do Tempo      | Power Rangers: Time Force                  | 3 de Fevereiro de 2001 (Fox Kids)         | 01 Setembro de 2001 (Fox Kids)           | 12 de Outubro de 2003 (Globo)      | Mirai Sentai Timeranger    | Futuro e Viagens no tempo                   | 9         | 40 episódios             |
| Power Rangers: Força Animal        | Power Rangers: Wild Force                  | 9 de Fevereiro de 2002 (Fox Kids)         | 29 de Julho de 2002 (Fox Kids)           | 29 de Agosto de 2005 (Globo)       | Hyakujuu Sentai Gaoranger  | Animais selvagens                           | 10        | 40 episódios             |
| Power Rangers: Tempestade Ninja    | Power Rangers: Ninja Storm                 | 15 de Fevereiro de 2003 (Fox Kids /Jetix) | 26 de Março de 2004 (Fox Kids /Jetix)    | 21 de Agosto de 2006 (Globo)       | Ninpuu Sentai Hurricanger  | Ninjas, Elementos e Fenômenos da Natureza   | 11        | 38 episódios             |
| Power Rangers: Dino Trovão         | Power Rangers: Dino Thunder                | 14 de Fevereiro de 2004 (Jetix)           | 5 de Março de 2005 (Jetix)               | 9 de Abril de 2007 (Globo)         | Bakuryuu Sentai Abaranger  | Dinossauros                                 | 12        | 38 episódios             |
| Power Rangers: SPD                 | Power Rangers: S.P.D. (Space Patrol Delta) | 5 de Fevereiro de 2005 (Jetix)            | 4 de Março de 2006 (Jetix)               | 5 de Maio de 2008 (Globo)          | Tokusou Sentai Dekaranger  | Polícia futurista                           | 13        | 38 episódios             |
| Power Rangers: Força Mística       | Power Rangers: Mystic Force                | 20 de Fevereiro de 2006 (Jetix)           | 4 de Março de 2007 (Jetix)               | 25 de Maio de 2009 (Globo)         | Mahou Sentai Magiranger    | Magia, Criaturas Místicas                   | 14        | 32 episódios             |
| Power Rangers: Operação Ultraveloz | Power Rangers: Operation Overdrive         | 27 de Fevereiro de 2007 (Jetix)           | 3 de Março de 2008 (Jetix)               | 1 de Novembro de 2010 (Globo)      | Gogo Sentai Boukenger      | Exploração e missões                        | 15        | 32 episódios             |
| Power Rangers: Fúria da Selva      | Power Rangers: Jungle Fury                 | 18 de Fevereiro de 2008 (Jetix/Disney XD) | 12 de Janeiro de 2009 (Jetix/Disney XD)  | 14 de Janeiro de 2012 (Globo)      | Juuken Sentai Gekiranger   | Animais selvagens e Artes marciais          | 16        | 32 episódios             |
| Power Rangers: RPM                 | Power Rangers: RPM                         | 7 de Março de 2009 (Disney XD)            | 15 de Fevereiro de 2010 (Disney XD)      | 29 de Agosto de 2011 (Band)        | Engine Sentai Go-Onger     | Futuro Pós-Apocalíptico e Automobilismo     | 17        | 32 episódios             |
| Power Rangers: Samurai             | Power Rangers: Samurai                     | 7 de Fevereiro de 2011 (Nickelodeon)      | 16 de Julho de 2011 (Nickelodeon)        | 3 de Outubro de 2011 (Band)        | Samurai Sentai Shinkenger  | Samurais                                    | 18        | 45 episódios             |
| Power Rangers: Super Samurai       | Power Rangers: Super Samurai               | 18 de Fevereiro de 2012 (Nickelodeon)     | 6 de Agosto de 2012 (Nickelodeon)        | Não Transmitido                    | Samurai Sentai Shinkenger  | Samurais                                    | 19        | 45 episódios             |
| Power Rangers: Megaforce           | Power Rangers: Megaforce                   | 2 de Fevereiro de 2013 (Nickelodeon)      | 2 de Dezembro de 2013 (Cartoon Network)  | 24 de Abril de 2021 (Loading)      | Tensou Sentai Goseiger     | Cartas místicas Animais místicos            | 20        | 42 episódios             |
| Power Rangers: Super Megaforce     | Power Rangers: Super Megaforce             | 15 de Fevereiro de 2014 (Nickelodeon)     | 20 de Setembro de 2014 (Cartoon Network) | Não Transmitido                    | Kaizoku Sentai Gokaiger    | Piratas Transformação em Rangers do Passado | 21        | 42 episódios             |
| Power Rangers: Dino Charge         | Power Rangers: Dino Charge                 | 7 de Fevereiro de 2015 (Nickelodeon)      | 6 Junho de 2015 (Cartoon Network)        | Não Transmitido                    | Zyuden Sentai Kyoryuger    | Dinossauros                                 | 22        | 44 episódios             |
| Power Rangers: Dino Supercharge    | Power Rangers: Dino Supercharge            | 30 de Janeiro de 2016 (Nickeodeon)        | 6 de Junho de 2016 (Cartoon Network)     | Não Transmitido                    | Zyuden Sentai Kyoryuger    | Dinossauros                                 | 23        | 44 episódios             |
| Power Rangers: Aço Ninja           | Power Rangers Ninja Steel                  | 21 de Janeiro de 2017 (Nickelodeon)       | 5 de Junho de 2017 (Cartoon Network)     | Não Transmitido                    | Shuriken Sentai Ninninger  | Ninjas                                      | 24        | 44 episódios             |
| Power Rangers: Super Aço Ninja     | Power Rangers Super Ninja Steel            | 27 de Janeiro de 2018 (Nickelodeon)       | 4 de Junho de 2018 (Cartoon Network)     | Não Transmitido                    | Shuriken Sentai Ninninger  | Ninjas                                      | 25        | 44 episódios             |
| Power Rangers: Morfagem Feroz      | Power Rangers: Beast Morphers              | 2 Março de 2019 (Nickelodeon)             | 15 de Julho de 2019 (Cartoon Network)    | 8 de Dezembro de 2020 (Loading)    | Tokumei Sentai Go-Busters  | Espionagem e Animais                        | 26        | 44 episódios             |
| Power Rangers: Morfagem Feroz      | Power Rangers: Beast Morphers              | 22 de Fevereiro de 2020 (Nickelodeon)     | 6 de Novembro de 2020 (Cartoon Network)  | Não Transmitido                    | Tokumei Sentai Go-Busters  | Espionagem e Animais                        | 27        | 44 episódios             |
| Power Rangers: Dino Fúria          | Power Rangers: Dino Fury                   | 20 de Fevereiro 2021 (Nickelodeon)        | 1 de Outubro de 2021 (Cartoon Network)   | 11 de Outubro de 2021 (TV Cultura) | Kishiryu Sentai Ryusoulger | Dinossauros e Cavaleiros                    | 28        | 44 episódios             |
| Power Rangers: Dino Fúria          | Power Rangers: Dino Fury                   | 16 de Fevereiro 2022 (Nickelodeon)        | 5 de Julho de 2022 (Cartoon Network)     | Não Transmitido                    | Kishiryu Sentai Ryusoulger | Dinossauros e Cavaleiros                    | 29        | 44 episódios             |
| Power Rangers: Fúria Cósmica       | Power Rangers:Cosmic Fury                  | 29 de Setembro de 2023 (Netflix)          |                                          | Não Transmitido                    | Uchu Sentai Kyuranger      | Dinossauros e Espaço                        | 30        | 10 episódios             |

## Histórias em Quadrinhos
As histórias foram publicadas por diversas empresas, a primeira aventura em história em quadrinhos dos Power Rangers foi lançada em pacotes de roupas íntimas da Fruit of the Loom em 1994 pela Hamilton Comics com história de Jack C. Harris e ilustrações de Al Bigley; Mighty Morphin Power Rangers Fruit of the Loom® Premium #1 conta primeira aventura de Jason Jones, Kimberly Smith, Zack Davis, Billy Blake e Trini Chang convocados por Zoltar e seu robô assistente Alpha para combate contra Rita Repulssa. Meses depois os super-heróis estreiam oficialmente como edição pela Hamilton Comics.

### Hamilton Comics

#### Mighty Morphin Power Rangers
- Mighty Morphin Power Rangers #1 - The Menace of Dracula!: lançado em 30 de Novembro de 1994, a primeira edição escrita por Donald D. Markstein e arte de Gray Morrow. Quando os adolescentes fazem uma visita à feira anual de ciências, Lord Zedd acha que ele descobriu os meios para finalmente derrotar seus odiados inimigos - Power Rangers.
- Mighty Morphin Power Rangers #1 - The Menace of Dracula!
- Mighty Morphin Power Rangers #2 - Switcheroo!
- Mighty Morphin Power Rangers #3 - It's Not The End of the World!
- Mighty Morphin Power Rangers #4: Swamp Man!
- Mighty Morphin Power Rangers #5: Grounded!/Stranger in a Strange Town
- Mighty Morphin Power Rangers #6: Attack of the Gargantutron!/Shop Till You Drop... Dead!

#### Mighty Morphin Power Rangers Volume 2
- Mighty Morphin Power Rangers #1 - While the Cat's Away.../Unstoppable Force!
- Mighty Morphin Power Rangers #2 - The Yesterday Bomb
- Mighty Morphin Power Rangers #3 - Bad Attitudes/Gray Skies
- Mighty Morphin Power Rangers #4 - The Lost Ranger/Footloose!

#### Mighty Morphin Power Rangers Saga
- Mighty Morphin Power Rangers Saga #1 - Part I
- Mighty Morphin Power Rangers Saga #2 - Part II
- Mighty Morphin Power Rangers Saga #3 - Part III

### Marvel Comics

#### Mighty Morphin' Power Rangers Movie
- The Mighty Morphin' Power Rangers Movie Special

#### Masked Rider
- Masked Rider #1 - Masked Rider & The Mighty Morphing Power Rangers

#### Mighty Morphin Power Rangers
- Mighty Morphin Power Rangers #1 - Reach Out and Crash Someone!; The Copy Catastrophe
- Mighty Morphin Power Rangers #2 - Playing Dirty; A Simple Misunderstanding
- Mighty Morphin Power Rangers #3 - I'd Like To Be Under the Sea; Most Valuable Slayer!
- Mighty Morphin Power Rangers #4 - Glutton for Punishment/Revenge of the Nerd
- Mighty Morphin Power Rangers #5 - Vortex; The Boy Who Cried Wolf Pack!
- Mighty Morphin Power Rangers #6 - Elementary; Don't Be Afraid of The Dark
- Mighty Morphin Power Rangers #7 - Stone Canyon Shakedown

### Image Comics

#### Power Rangers Zeo
- Power Rangers Zeo #1 - With Friends Like These...

### Acclaim

#### Power Rangers Turbo
- Power Rangers Turbo #1 - Into The Fire

### Papercutz
A editora Papercutz publicou graphic novels de Mighy Morphin, Megaforce e Super Samurai. O enredo de Mighty Morphin é uma espécie de “episódios perdidos”, histórias ambientadas antes de Tommy e Lord Zed serem apresentados na série.

### Boom! Studios
Em julho de 2015, a editora Boom! Studios anunciou uma parceria com a Saban Brands para publicar novos quadrinhos com base nos Mighty Morphin Power Rangers.

## Equipes de Rangers nos quadrinhos
Lembrando que os quadrinhos da BOOM Studios são canônicas:
| Equipes Novas | Apareceram em Super Megaforce e depois nos quadrinhos | Faltam aparecer |
| ------------- | ----------------------------------------------------- | --------------- |
| Solar Rangers | Supersonic                                            | Batalion        |
| Ômega Rangers | Prism                                                 | Lightning       |
|               | Squadron                                              | Blitz           |

## Power Rangers da Boom! Studios

#### Mighty Morphin Power Rangers Annuals
- Mighty Morphin Power Rangers 2016 Annual
- Mighty Morphin Power Rangers 2017 Annual
- Mighty Morphin Power Rangers 2018 Annual

##### Mighty Morphin Power Rangers: Pink
Spin-off da série: Mighty Morphin Power Rangers. A minissérie foca em Kimberly Hart, a jovem por trás da ranger rosa, aposentada do oficio de super-heroína e competindo como ginasta ao redor do mundo, terá que investigar o sumiço de um vilarejo na França onde sua mãe e padrasto reside. Para isso, terá que unir aliança com velhos amigos e novos amigos. Na série é formado uma nova equipe temporária os All-New Power Rangers, recrutados por Kimbery (Rosa), Trini (Amarela), Zack (Preto) e os irmão Serge (Azul) e Britt (Vermelha) lutam os vilões.

#### Saban's Go Go Power Rangers
Do escritor Ryan Parrott e do artista Dan Mora, centra em torno de Jason, Kimberly, Zack, Trini, Billy e Matthew Cook (namorado de Kimberly) durante o ensino médio, poucos dias os cinco receberem as suas habilidades de super-heróis. A história penetra em suas vidas de salvar o mundo enquanto fazem malabarismos com testes de história, encontros, trabalhos escolares e o fato de manter em segredo até para Matt.

#### Justice League/Power Rangers
Publicado pela DC Comics em parceria com a Boom Studios!, crossover dos grupos de heróis da Liga da Justiça e os primeiros seis Power Rangers. Na história, Zack, o Ranger Preto, é teleportado para um universo paralelo onde diversas pessoas tem poderes incríveis e roupas estranhas. Os outros cinco Rangers - Jason, Trini, Kimberly, Billy e Tommy - tem que segui-lo até o mundo da DC para salvá-lo.

#### Saban's Power Rangers: Aftershock
Graphic novel original que serve de continuação do filme Power Rangers. Na trama, o recém-formado grupo de Rangers encontra um novo inimigo, cujas alianças ainda são desconhecidas.

#### Power Rangers Artist Tribute
Livro que reunirá mais de 60 ilustrações originais sobre os 25 anos da saga dos heróis.

#### Mighty Morphin Power Rangers Anniversary Special
Comic especial vai celebrar os 25 anos dos Power Rangers, que vai incluir histórias standalone das equipas dos Rangers, incluindo a equipa original, que estreou em 1993.

#### Free Comic Book Day 2018: Mighty Morphin Power Rangers Special
No dia 5 de maio nos EUA, Free Comic Book Day (Dia do Quadrinho Grátis), data em que as lojas de quadrinhos distribuirão gratuitamente mais de 50 títulos disponíveis.
Sinopse: Zordon pede ajuda aos antigos Mestres Rangers para encarar uma das mais sombrias aventuras dos Power Rangers enquanto eles lutam contra o grande Lord Drakkon – uma versão maligna de Tommy, o Ranger verde lendário, de uma realidade alternativa. Ele esta viajando as realidades para acabar com todas as equipes Rangers.

#### Mighty Morphin Power Rangers: Soul of the Dragon (Original Graphic Novel)
Previsto para: 25 de setembro de 2018 (EUA)
Sinopse: É a ÚLTIMA HORA DE MORFAR ... Quando era um jovem adulto, Tommy Oliver iniciou uma jornada que inspiraria centenas de Power Rangers que viriam depois, frustrando males como a Imperatriz Rita Repulsa, Lorde Zedd e o Rei Mondo do Império da Máquina. Agora, Tommy se aposentou com Katherine e deixa a proteção do mundo para o S. P. D. - incluindo seu filho, JJ. Mas quando Jake desaparece, supostamente morto após uma missão secreta dar errado, Tommy vai convocar todo o seu treinamento, seus amigos e talvez até alguns de seus inimigos enquanto ele parte em uma última missão: encontrar seu filho e trazê-lo para casa.

#### Equipes alternativas

##### Power Rangers 1969
Em Mighty Morphin Power Rangers #20, a história revela que em 1969 Zordon precisou recrutar jovens para enfrentar um vilão que tentou atacar a lua nos anos 60. No quadrinho, o Psycho Ranger Verde está tentando libertar Rita Repulsa de sua prisão lunar e, por isso, Zordon convoca um time de jovens para combatê-lo. Porém, ao contrário do grupo clássico formado por amigos da Alameda dos Anjos, a equipe do passado conta com pessoas de todos os lugares do mundo, inclusive da União Soviética – rival dos EUA na Guerra Fria. Foi revelado na edição #19 que Grace Sterling, CEO da empresa de tecnologia Promethea, era a Ranger Vermelha de Zordon. Os Rangers são Grace (Ranger Vermelha), Nikolai Chukarin (Ranger Azul), Jamie Gilmore (Ranger Preto), Daniel O'Halloran (Ranger Rosa), e Terona Washington (Ranger Amarelo).

#### Saga Shattered Grid
O evento começará em Mighty Morphin Power Rangers #25, de Kyle Higgins e Daniele Di Nicuolo, e, então, seguirá com Go Go Power Rangers #9. “Lord Drakkon – uma versão de uma realidade alternativa de Tommy Oliver (o Ranger Verde) – e seu recém-formado exército da morte irão cruzar dimensões para executar um plano que ameaça a própria existência dos Power Rangers na história”
Em Go Go Power Rangers #10, o Ranger Slayer está a destruir os passados dos Power Rangers sob o comando de Lord Drakkon. Os Power Rangers têm de descobrir quem é o Ranger Slayer de forma a impedi-los. Mighty Morphin Power Rangers #28, segue os Power Rangers enquanto estes se separam em forças de ataque RPM e Time Force, para derrubar Drakkon em vários mundos.